# Client Mode
Der Client Mode ist eine Betriebsart eines Wireless Access Points (APs), bei dem sich dieser gegenüber dem übergeordneten AP wie ein Wireless Adapter verhält. Mit einem im Client Mode betriebenen AP können einzelne Rechner oder ganze Subnetze an übergeordnete Netze angebunden werden.

## Umsetzungen
Moderne APs lassen sich neben Router und AP auch als WLAN-Adapter im Client Mode betreiben. Auch alternative Router-Betriebssysteme können im Client Mode betrieben werden. Siehe dazu die Linux-Hardware-Router-Distributionen OpenWrt, FreeWRT und DD-WRT.

## Vergleich
Im Gegensatz zu internen Lösungen wie PCI-, PCMCIA- oder ExpressCard-Karten kann beim Client Mode der WLAN-Adapter wie bei USB-Sticks relativ unabhängig vom PC platziert werden. Antennenkabel für WLAN-Antennen sollten 3 m Länge nicht überschreiten, da sonst zu große Einbußen des Signalpegels und damit eventuell der Übertragungsrate entstehen. USB-Verlängerungen dürfen bis zu 5 m lang sein, erfahrungsgemäß funktionieren aber auch Verlängerungen bis 15 m. Die Verbindung zum Computer geschieht bei Access-Points im Client Mode über Ethernet-Kabel, die bis zu 100 m lang sein dürfen. Zudem lassen sich mit Switches/Hubs mehrere Segmente aneinander schließen, womit entsprechend ein Vielfaches der Länge möglich wird.

## Anwendungen

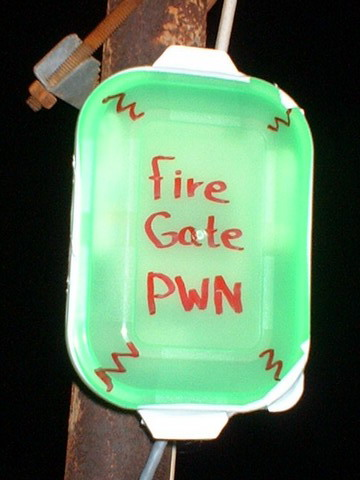
Router in wetterfester Box

Mit APs bzw. Routern im Client Mode lässt sich die Nutzbarkeit von WLAN erweitern, indem räumlich beschränkte Dämpfungen des Signals umgangen werden. So lässt sich ein wetterfest verpackter Router auch außerhalb von Gebäuden anbringen und mit Power-over-Ethernet mit nur einem (Ethernet-)Kabel an eine (Niedervolt-)Stromversorgung und ein LAN anbinden.

## Abgrenzung
Der Client Mode darf nicht mit dem Bridging Mode verwechselt werden, bei dem zwei Accesspoints eine drahtlose Verbindung zwischen zwei kabelgebundenen Netzwerkteilen herstellen.